# Stockholms arbetareinstitut

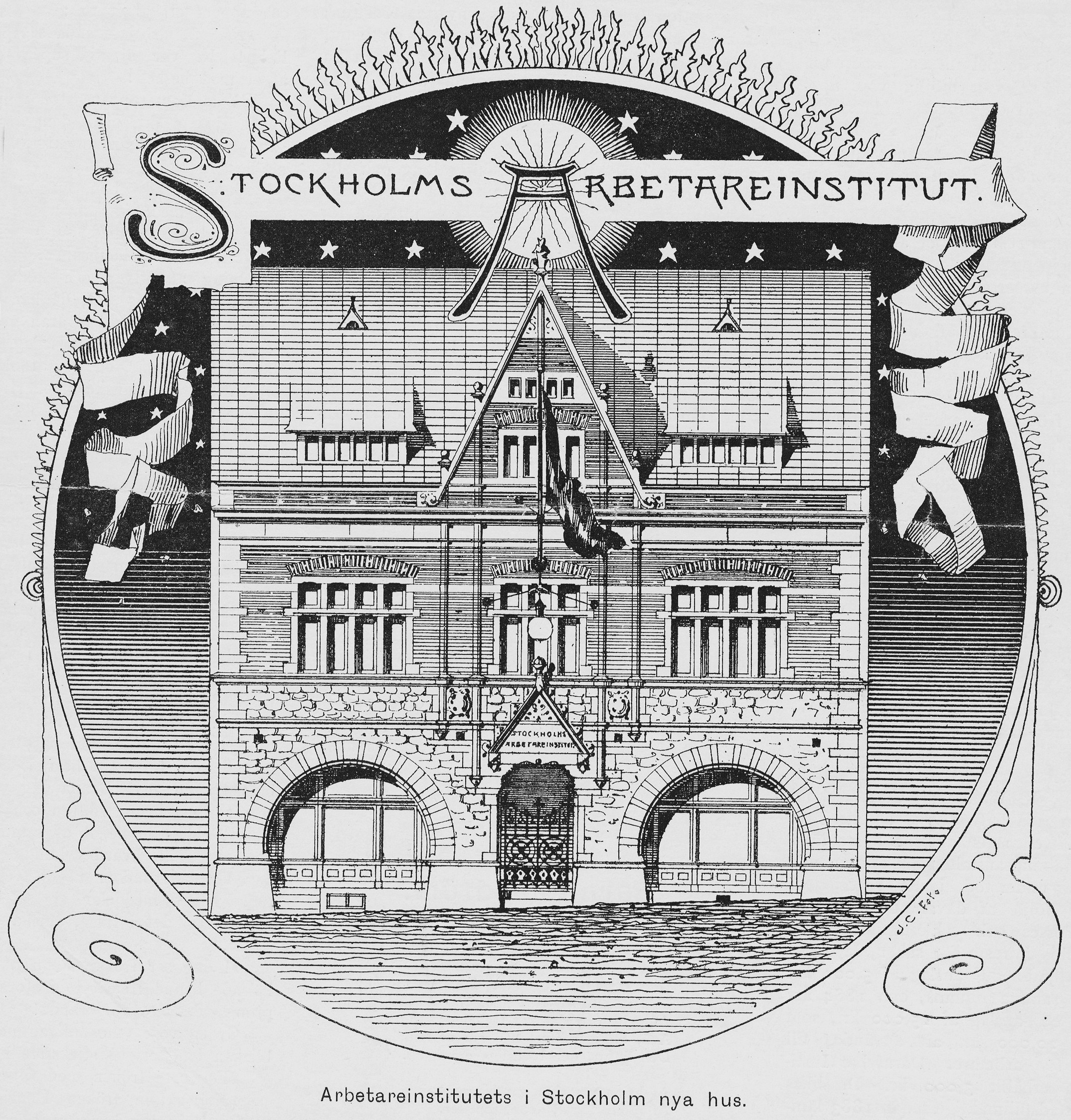
Stockholms Arbetareinstitut, vinjett 1894.

Stockholms arbetareinstitut grundades 1880 och var Nordens äldsta föreläsningsförening. Initiativtagare och förste föreståndare var Anton Nyström.

## Historia

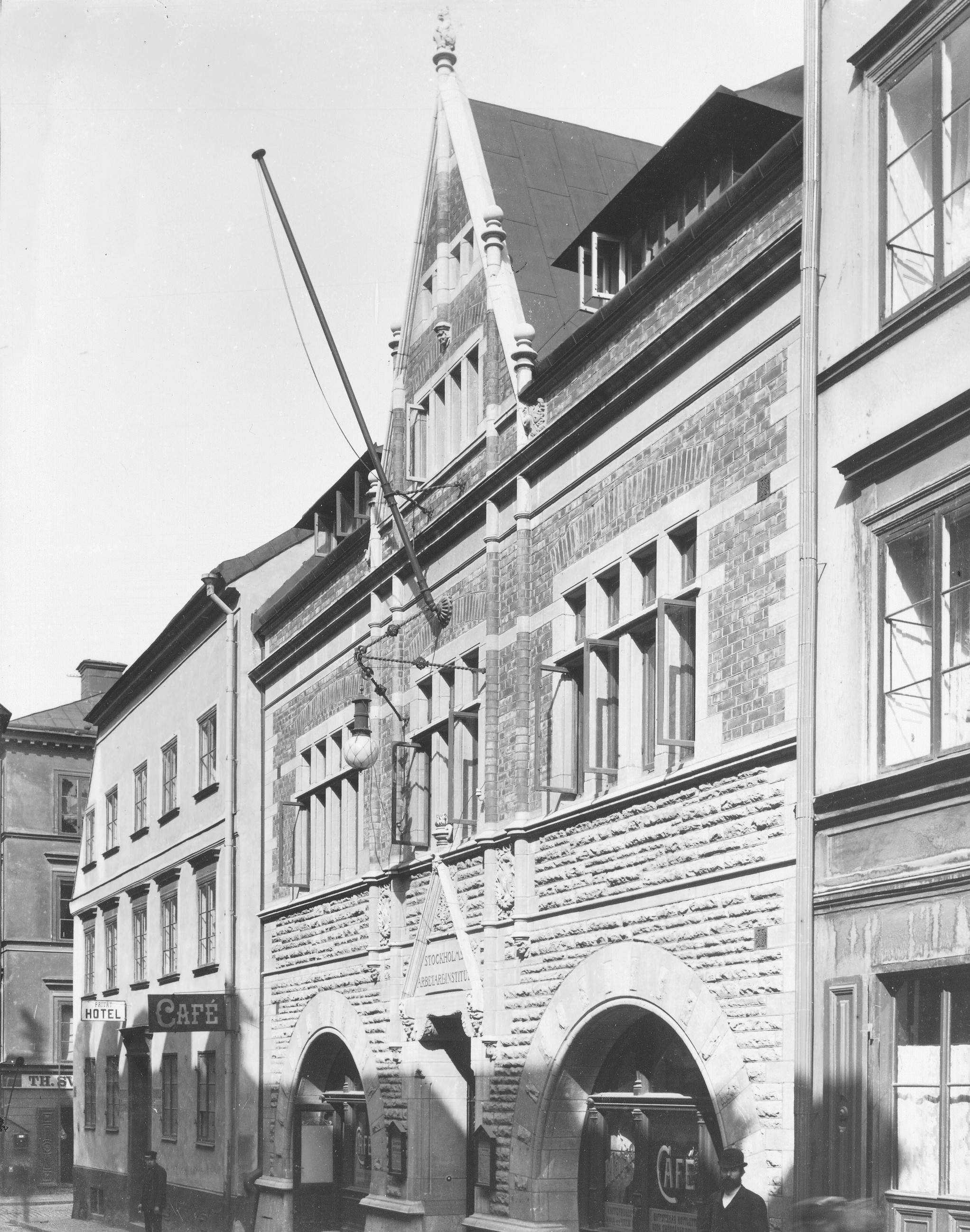
Fasaden mot Klara norra kyrkogata.

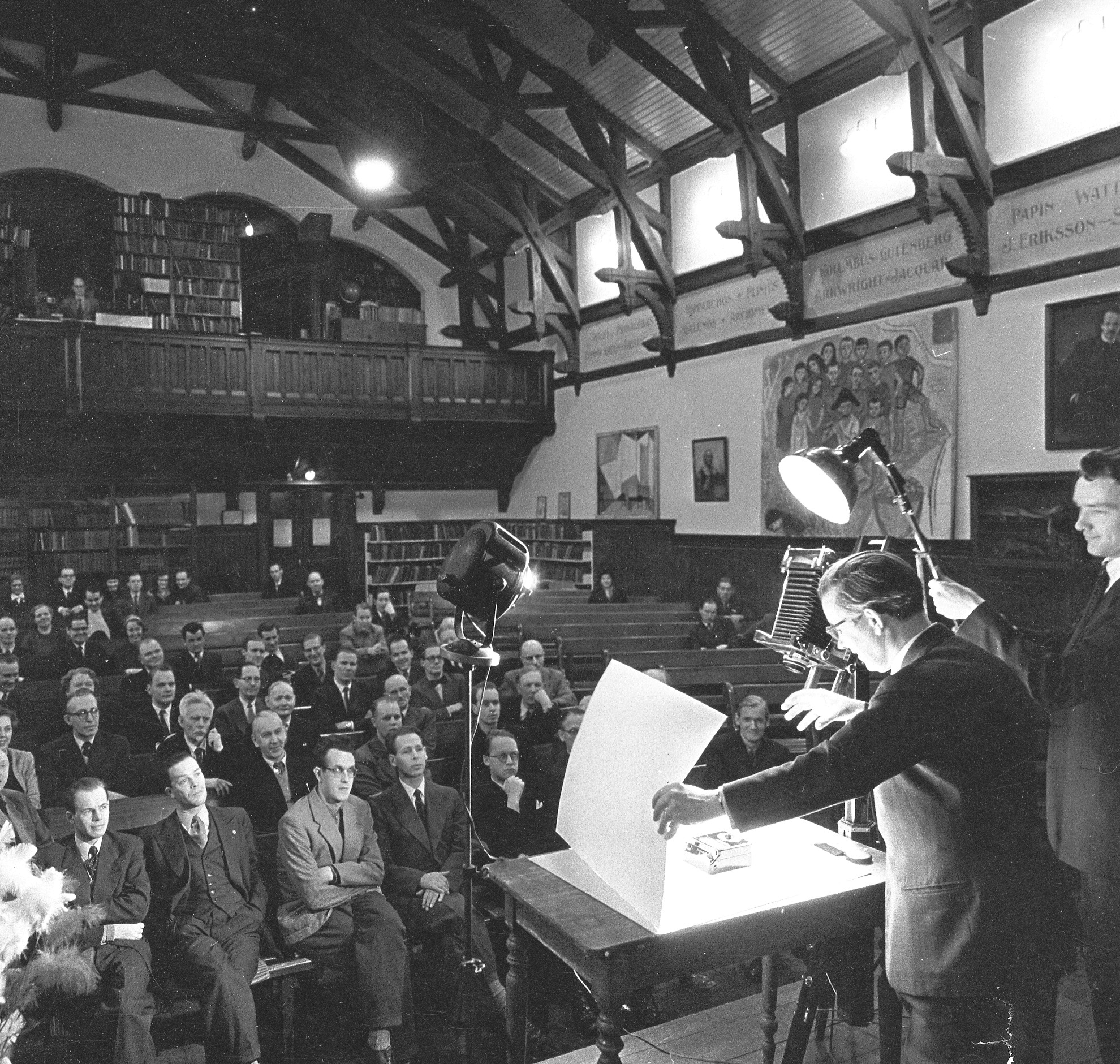
I föreläsningssalen på 1950-talet.

Anton Nyström hade i början av 1870-talet kommit i kontakt med positivismen som grundades av Auguste Comte. Han tilltalades av dess sociala, politiska och filosofiska inriktning och han började sprida denna lära inom Sverige. Han deltog även aktivt i de demokratiska rörelserna i Stockholm vid denna tid. 
En av positivismens grundidéer var att ”leva för andra” vilket Nyström gärna ville omsätta i praktiken. Målgruppen var arbetare och människor med liten eller ingen utbildning. Han insåg att det fanns en sund kärna i denna grupp men att den samtidigt brottades med dryckenskap och andra problem. Nyström menade att ökad kunskap skulle vara till god hjälp för arbetarklassen – vilket gjorde att han i oktober 1880 grundade Stockholms arbetareinstitut. 
Institutet anordnade populärvetenskapliga föreläsningar, ofta i serieform, riktade till allmänheten och i första hand arbetare. Ämnena kunde vara naturvetenskapligt inriktade och handlade aldrig om religion eller politik. Stockholms arbetareinstitut kan betraktas som en föregångare för föreläsningsverksamheten i de nordiska länderna. Bland föreläsarna fanns Sven Hedin, Ellen Key, Lydia Wahlström, Torsten Fogelqvist, Alf Ahlberg och Torgny Segerstedt. Föreståndare efter Anton Nyström har bland andra varit Knut Kjellberg, Teodor Odhner, Iwan Bolin och Sigfrid Leander. 

### Verksamheten i kvarteret Gripen
Verksamheten bedrevs till en början i förhyrda lokaler, men 1893 kunde institutet inviga ett eget hus, beläget vid Klara norra kyrkogata 8 i kvarteret Gripen i Stockholm. Byggnaden, ritad av Carl Möller, fick en ändamålsenlig planering. Föreläsningsverksamheten fortsatte där fram till 1960, då institutet i samband med ombyggnaderna i Klarakvarteren lämnade sitt hus som revs 1961. På platsen ligger idag Åhléns City och i varuhusets västra fasad finns en inmurad minnesplatta över Stockholms arbetareinstitut. Föreläsningsverksamheten upphörde 1968 på grund av vikande underlag.
Stockholms arbetareinstituts förening, från början huvudman för Stockholms arbetareinstitut, har numera som sin huvuduppgift att stödja folkbildningsforskning, bland annat genom utdelning av forskarstipendier.
Södermalms Arbetareinstitut bildades som en filial 1882 och blev självständigt 1896. Verksamheten pågick under 128 år men upplöstes 2010. Institutets behållning skänktes till Stockholms arbetareinstitut. Gåvan var inte villkorad men gavs med en önskan om att Stockholms arbetareinstitut under överskådlig tid skulle dela ut ett eller två stipendier per år för forskning kring Stockholm med inriktning på folkbildning och arbetarkultur och att dessa då skulle benämnas Södermalms Arbetareinstituts stipendier. Dessa stipendier har också utdelats enligt önskemålet.

## Utgivning
- Stockholms arbetareinstituts folkskrifter. Stockholm. 1896-. Libris 2612094

1. Nyström, Anton; Linder, N. (1904). Arbetareinstitutets mål. 99-2747864-X ; 1. Libris 2612107
2. Nyström, Anton; Fredin, Edvard (1896). Tankar om själsharmoni. 99-2747864-X ; 2. Libris 2612095
3. Hedin, Adolf; Hedberg, Frans (1896). Om arbetarehögskolornas nödvändighet. 99-2747864-X ; 3. Libris 2612097
4. Rosander, Carl; Fredin, Edvard (1896). Tändernas betydelse och vård. 99-2747864-X ; 4. Libris 2612098
5. Nyström, Louise (1898). Förklaring öfver viktigare främmande ord i svenska språket. 99-2747864-X ; 5. Libris 2612099
6. Nyström, Anton (1900). Arbetsklassens bildning och vetenskapernas popularisering. 99-2747864-X ; 6. Libris 2612104